# Nossa Senhora da Anunciada
Nossa Senhora da Anunciada ist eine ehemalige Gemeinde (Freguesia) im portugiesischen Kreis (Concelho) von Setúbal. Die Gemeinde hatte 13.532 Einwohner (Stand 30. Juni 2011).
Im Zuge der administrativen Neuordnung in Portugal 2013 wurde die Gemeinde aufgelöst und mit den Gemeinden São Julião und Santa Maria da Graça zur neuen Gemeinde União das Freguesias de Setúbal (São Julião, Nossa Senhora da Anunciada e Santa Maria da Graça) zusammengefasst. Sitz der Gemeinde wurde São Julião.